# Christ lag in Todesbanden
Christ lag in Todesbanden (ou Christ lag in Todes Banden) est un choral composé pour la fête de Pâques par Martin Luther en 1524.

## Œuvres dérivées
Plusieurs œuvres de musique baroque sont basées sur ce choral, dont de nombreux préludes de choral, ainsi que les pièces vocales suivantes :
- Christ lag in Todesbanden (EKG 76), cantate de Johann Hermann Schein
- Christ lag in Todes Banden, cantate de Johann Pachelbel
- Christ lag in Todesbanden (BWV 4), cantate de Johann Sebastian Bach
- Christ lag in Todesbanden (TWV 09:3), messe de Georg Philipp Telemann
- Christ lag in Todesbanden (GWV 1130/21), cantate de Christoph Graupner